# Eugeniusz Michalak
Eugeniusz Michalak (ur. 28 października 1908 w Warszawie, zm. 22 lipca 1988 w Warszawie) – polski kolarz, olimpijczyk z 1928, także łyżwiarz szybki.

## Życiorys
Startował w igrzyskach olimpijskich w 1928 w Amsterdamie, gdzie w wyścigu szosowym zajął 49. miejsce (drużyna Polski została sklasyfikowana na 13. miejscu). Zajął 2. miejsce w Biegu Dookoła Polski w 1929 za Józefem Stefańskim.
Wielokrotnie zajmował czołowe lokaty w mistrzostwach Polski. Był mistrzem Polski w wyścigu przełajowym w 1929, 1930 i 1933, a wicemistrzem w 1928. W wyścigu na szosie ze startu wspólnego zdobył srebrny medal w 1927. Dwa razy był wicemistrzem w wyścigu górskim (w 1928 i 1920). Dwukrotnie zwyciężał w wyścigu drużynowym: w 1937 w zespole Fortu Bema Warszawa i w 1938 w drużynie Syreny Warszawa.
Odnosił sukcesy również w kolarstwie torowym. Był mistrzem Polski w wyścigu długodystansowym na 50 km w 1931, a w 1935 zdobył w tej konkurencji brązowy medal. Zdobył mistrzostwo Polski w wyścigu tandemów w 1931 (z Arturem Puszem). Był dwukrotnym mistrzem Polski w drużynowym wyścigu na 4000 m na dochodzenie (w 1938 i 1939 w barwach Syreny Warszawa).
Startował w barwach klubów warszawskich: Sokoła (1924-1926), Warszawskiego Towarzystwa Cyklistów (1927), Legii Warszawa (1928-1933), Świtu (1934), Fortu Bema (1935-1938), Syreny (1938-1939), Milicyjnego Klubu Sportowego (1945-1948) i Gwardii (1948-1950).
Michalak odnosił także sukcesy w łyżwiarstwie szybkim. Był mistrzem Polski w wieloboju w 1932 i wicemistrzem w 1931, a także mistrzem na 500 m (w 1934) i na 1500 m (w 1932). Startował w barwach Polonii Warszawa
Po zakończeniu kariery był trenerem kolarskim. 
Pochowany na cmentarzu Bródnowskim w Warszawie (kwatera 10E-3-18).